# Akalat à calotte brune
Pellorneum fuscocapillus
Espèce
Statut de conservation UICN

 LC  : Préoccupation mineure
L’Akalat à calotte brune (Pellorneum fuscocapillus) est une espèce de passereau de la famille des Pellorneidae.

## Description
Il mesure 16 cm de long queue comprise. Il a le dos marron et le ventre cannelle. Il a une couronne brun foncé. Il a un court bec sombre.

## Alimentation
Il se nourrit d'insectes.

## Répartition
Il est endémique au Sri Lanka.

## Habitat
Il habite les forêts humides tropicales et subtropicales.